# Allan Holdsworth
Allan Holdsworth, född 6 augusti 1946 i Bradford i West Yorkshire, död 15 april 2017 i Vista i Kalifornien, var en brittisk jazzgitarrist känd för sina mycket komplexa kompositioner och tekniska förmåga. 
Holdsworth var medlem i många grupper genom åren, varav den första var det progressiva rockbandet Tempest där han medverkade på 1970-talet. Samtidigt spelade han också tillsammans med flera jazzrockband, såsom det i jazz/fusionkretsar välkända Tony Williams Lifetime och brittiska Soft Machine. På senare tid samarbetade han bland annat med Derek Sherinian och hans band Planet X.
Holdsworth är mest känd för att manifestera en mycket fantasirik melodisk/harmonisk uppfattning i virtuost legatospel och impressionistiskt ackordspel.

## Diskografi

### Studioalbum
- 1976: Velvet Darkness
- 1982: I.O.U.
- 1983: Road Games (EP)
- 1985: Metal Fatigue
- 1986: Atavachron
- 1987: Sand
- 1989: Secrets
- 1992: Wardenclyffe Tower
- 1993: Hard Hat Area
- 1996: None Too Soon
- 2000: The Sixteen Men of Tain
- 2001: Flat Tire: Music for a Non-Existent Movie
- 2005: The Best of Allan Holdsworth: Against the Clock (compilation)

### Livealbum
- 1997: I.O.U. Live
- 2002: All Night Wrong
- 2003: Then!

### Samarbete
- 1980: The Things You See – med Gordon Beck
- 1988: With a Heart in My Song – med Gordon Beck
- 1990: Truth in Shredding – med Frank Gambale/The Mark Varney Project
- 1996: Heavy Machinery – med  Jens Johansson och Anders Johansson
- 2009: Blues for Tony – med Alan Pasqua, Chad Wackerman och Jimmy Haslip (live dubbelalbum)

### Medverkan på andra album
- 1969: 'Igginbottom's Wrench – Igginbottom
- 1972: Belladona – Nucleus
- 1973: Tempest – Tempest
- 1975: Bundles – Soft Machine
- 1975: Believe It – The New Tony Williams Lifetime
- 1976: Million Dollar Legs – The New Tony Williams Lifetime
- 1976: Gazeuse! – Gong
- 1976: Capricorn Princess – Esther Phillips
- 1977: Re-Touch & Quartet – John Stevens
- 1977: Enigmatic Ocean – Jean-Luc Ponty
- 1978: Expresso II – Gong
- 1978: Feels Good to Me – Bruford
- 1978: U.K. – U.K.
- 1978: Live In Boston – U.K.
- 1978: Touching On – John Stevens
- 1979: One of a Kind – Bruford
- 1979: Time is the Key – Pierre Moerlen's Gong
- 1979: Sunbird – Gordon Beck
- 1980: Conversation Piece – John Stevens
- 1981: Land of Cockayne – Soft Machine
- 1983: Individual Choice – Jean-Luc Ponty
- 1983: Retouch – John Stevens
- 1984: Transatlantic – Jon St. James
- 1986: Soma – Soma
- 1986: Change of Address – Krokus
- 1986: Fast Impressions – Jon St. James
- 1988: Radio Free Albemuth – Stuart Hamm
- 1988: If This Bass Could Only Talk – Stanley Clarke
- 1988: No Borders – Carl Verheyen
- 1988: The Distance Between – Strange Advance
- 1989: Attack of the Neon Shark – Alex Masi
- 1989: A Question of Time – Jack Bruce
- 1989: Guitar's Practicing Musicians – olika artister
- 1990: Silent Will – Andrea Marcelli
- 1990: Blue Tav – Steve Tavaglione
- 1991: Love in Peace – Paz
- 1991: Forty Reasons – Chad Wackerman
- 1991: Guaranteed – Level 42
- 1992: Lone Ranger – Jeff Watson
- 1993: The View – Chad Wackerman
- 1993: Come Together: Guitar Tribute to the Beatles – olika artister
- 1995: Suffer – Gongzilla
- 1995: Oneness – Andrea Marcelli
- 1995: Worlds Away & Back – Strange Advance
- 1996: Stare – Gorky Park
- 1997: From Your Heart and Your Soul – Steve Hunt
- 1997: Blue Tav – Steve Tavaglione
- 2002: Pray for Rain – Atlantis
- 2003: BBC Radio 1971-1974 – Soft Machine
- 2003: Abracadabra – Soft Works
- 2004: Sonic Undertow – Riptyde
- 2004: Mythology – Derek Sherinian
- 2004: Book of the Dead – K2
- 2005: Nebula – David Hines
- 2005: Anthology: Under the Blossom – Tempest
- 2006: Deconstruction of a Postmodern Musician – Corrado Rustici
- 2006: Floating World Live – Soft machine
- 2007: Prowlin' – Dan Carlin & Friends
- 2007: Quantum – Planet X
- 2007: The Acatama Experience – Jean-Luc Ponty
- 2007: Rock Goes to College – Bruford
- 2008: Progasaurus – Chris Buck
- 2008: Everyone Knows My Drinking, No One Knows My Thirst – Eric Keyes
- 2009: Highway Star – Snew
- 2009: The Early Years – Paul Korda
- 2009: Propensity – John Stevens och Danny Thompson (första inspelning 1978)
- 2010: Living It Up – Level 42
- 2011: Dirty & Beautiful: Volume I – Gary Husband